# Тімбукту (фільм, 1959)
«Тімбукту» (англ. Timbuktu) — чорно-білий американський пригодницький фільм 1959 року, поставлений режисером Жаком Турнером.

## Сюжет
1940 рік. Франція, яка веде війну проти Німеччини, переводить свої війська з африканських колоній до Європи, через що у місцевих народів з'являється можливість підняти повстання. Американський авантюрист Майк Конвей бачить у цьому свій шанс збагатитись. Він має намір перевезти зброю зі Сполучених Штатів, а потім продати його вороже налаштованим туарегам. Однак незабаром він усвідомлює, наскільки важким буде його завдання, оскільки він змушений балансувати між різними фракціями: антифранцузьким лідером туарегів, помірним імамом, який хоче миру, і французьким полковником Іноземного легіону Дюфором, який прийняв командування місцевим гарнізоном.
Конвей і полковник Дюфор звільняють місцевого духовного лідера з рук еміра, що намагався використати його вплив, щоб захопити владу. Духовний лідер — єдиний, хто здатний відновити мир у регіоні, — звертається до племен. Полковника вбиває емір; його ж, у свою чергу, вбиває Конвей. Після цього американець вирішує поїхати чимдалі від дружини полковника, до якої він у свій час залицявся.

## У ролях
| • Віктор Метьюр    | … | Майк Конвей                                |
| • Івонн де Карло   | … | Наталі Дюфор                               |
| • Джордж Доленц    | … | полковник Шарль Дюфор                      |
| • Джон Денер       | … | емір Ібн-Бахай на прізвисько «Лев пустелі» |
| • Марсія Гендерсон | … | Жанна Марат                                |
| • Лео М'юді        | … | Мохаммед Адані                             |
| • Роберт Кларк     | … | капітан Жирар                              |
| • Джеймс Фокс      | … | лейтенант Віктор Марат                     |
| • Пол Векслер      | … | Сулейман                                   |
| • Ларрі Ченс       | … | Ахмед                                      |
| • Марк Дена        | … | капітан Рімбо                              |

## Знімальна група
- Автори сценарію — Ентоні Вейллер, Пол Дадлі
- Режисер-постановник — Жак Турнер
- Продюсер — Едвард Смолл (в титрах відсутній)
- Оператор — Морі Герцман
- Композитор — Джералд Фрід
- Художник-постановник — Вільям Глазгоу
- Художник з костюмів — Ельва Мартьєн
- Художник-декоратор — Даррел Сільвера
- Підбір акторів — Бетті Пейджл